# Gibel
 Gibel  es una localidad y comuna de Francia, en la región de Mediodía-Pirineos, departamento de Alto Garona, en el distrito de Toulouse y cantón de Nailloux.
Su población en el censo de 1999 era de 261 habitantes.
Está integrada en la Communauté de communes Coteaux du Lauragais Sud.

## Demografía
| 354 | 288 | 223 | 246 | 207 | 261 |
| Para los censos de 1962 a 1999 la población legal corresponde a la población sin duplicidades (Fuente: INSEE [Consultar]) |     |     |     |     |     |